# 리자청
리자청(李嘉誠, 이가성; Sir Ka-shing Li, 1928년 6월 13일~)은 중국 광둥성에서 태어난 기업인으로, 홍콩 최대의 기업 집단 CK 허치슨의 창시자이다. 홍콩과 동아시아 전역에서 가장 부유한 인물이며, 홍콩인 중 세계 최대의 부자 중 한 사람이다. 종교는 불교이다. 본토 발음으로 리카싱이라 부른다.

## 유아시절
그의 가족들은 대대로 고귀한 선비 집안을 지낸 인물들이 많았다. 그렇기 때문에 리자청의 아버지는 항상 남에게 빌붙어 얻어 살지 않고, 스스로 벌어서 스스로 쓰는 스타일이었다. 리자청도 어린 시절에는 아버지의 영향을 많이 받아, 절대로 남한테 피해를 주지 않으려고 애를 썼다. 하지만 리자청의 아버지는 불행하게도 리자청이 어린 시절에 돌아가셨기 때문에, 결국 리자청이 어린 나이에 가장 노릇을 해야 하는 상황에까지 이르렀다. 리자청의 아버지는 항상 검소하고 자급자족을 하며 살아왔기 때문에, 리자청에게 남길 유산이 단 한 푼도 없었다.

## 성인시절
먹고 살기에 급급해진 리자청은 결국 아버지로부터 받은 청렴하고 검소한 정신을 버려야 했다. 때마침 중국은 서양 열강들의 침입을 받아서 크게 혼란해있는 상태였다. 그나마 난징의 경우는 중화민국의 창시자 쑨원이 집권하고 있었고 난징 일대의 장쑤성과 저장성 쪽은 열강들의 침입이 거의 없었으며, 경제도 중국에서 매우 발전해있는 상태였다. 반대로 베이징의 경우는 외국인들이 이미 주요 기관들을 점령하고 있었기 때문에 대제국이 멸망에 임박해있었고, 중앙 정권이 붕괴 직전에까지 이르러서 많이 혼란해져 있었다.
리자청은 난징에 도착하여 돈을 벌기 위해서 고군분투를 한다. 아버지로부터 받은 청렴하고 검소한 정신을 버려서까지 말이다. 그렇다고 리자청은 아버지의 정신을 완전히 버린 것이 아니었다. 사업을 하면서 돈을 벌되, 절대로 남에게 피해가 가지 않으며 항상 남들을 위한 사업을 추진하는 방법도 모색해내었다.
이후 중일전쟁이 발발하게 되자, 1940년에 리자청은 자신의 재산들을 버리다시피해서 홍콩으로 이주한다. 홍콩에서 또다시 노력에 노력을 거듭하면서 자신이 구상해낸 청쿵그룹의 모태를 완성해나가기 시작한다.

## 업적
세계에서 가장 유명한 기업 중 한 곳인 청쿵그룹의 창립에 이어서, 리자청은 중국에도 대도시에 수많은 대학교들을 세웠다. 베이징, 난징, 뤄양, 청두, 톈진, 광저우, 시안, 충칭, 홍콩 등 수많은 대학교들을 세워서 중국인들의 교육 활성화에 앞장섰다. 그리고 베이징에는 동양 최대의 규모를 자랑하는 광장인 동방광장(東方廣場)을 만들었다.

## 서훈
- 2000년 대영 제국 훈장 2등급(KBE, 작위급 훈장)[1][2]
- 2001년 홍콩 최고 훈장(Grand Bauhinia Medal, GBM)
- 2005년 레지옹 도뇌르 훈장 코망되르

## 기타
- 리자청의 부인은 외사촌동생인 좡웨밍이라고 한다 리자청이 홍콩으로 이주했을 때 도움을 준 외삼촌 좡징안의 장녀이다